# Betrouwbaarheid (techniek)
Technische betrouwbaarheid houdt in dat een product lange tijd aan de gebruikseisen blijft voldoen. Een ietwat ruwe maat hiervoor is de mean time between failures. Dat is een internationaal begrip uit de bedrijfskunde, die aangeeft hoelang een exemplaar van een in serie gemaakt product gemiddeld zonder haperen functioneert. Bij veel gebruikte zaken zoals auto's en computers blijkt voor de ervaren betrouwbaarheid ook de mean time to repair, de gemiddelde reparatietijd belangrijk: pech wordt gemakkelijker vergeven als het snel kan worden verholpen.